# Curling-Weltmeisterschaft der Damen 1980
Die Curling-Weltmeisterschaft der Damen 1980 (offiziell: Royal Bank of Scotland World Women’s Curling Championship 1980) war die 2. Austragung der Welttitelkämpfe im Curling der Damen. Das Turnier fand vom 17. bis 21. März des Jahres wie im Vorjahr in der schottischen Stadt Perth im Perth Ice Rink statt.
Durch einen knappen Finalsieg wurde Kanada zum ersten Mal Damen-Curling-Weltmeister.
Gespielt wurde ein Rundenturnier (Round Robin), was bedeutet, dass Jeder gegen jeden antritt.

## Teilnehmende Nationen
| BR Deutschland                                                                                                 | Dänemark | Frankreich | Italien | Kanada |
| --- | --- | --- | --- | --- |
| CC Schwenningen, Schwenningen Skip: Susi Kiesel Third: Gisela Lunz Second: Trudi Benzing Lead: Ines Campagnolo | Hvidovre CC, Hvidovre Skip: Iben Larsen Third: Astrid Birnbaum Second: Marianne Jørgensen Lead: Helena Blach | Megève CC, Megève Fourth: Erna Gay Skip: Paulette Delachat Second: Suzanne Parodi Lead: Huguette Jullien                | Cortina CC, Cortina d’Ampezzo Skip: Nella Alvera Third: Paola Zardini Second: Lidia Cavallini Lead: Loredana Da Giau    | Caledonian CC, Regina Skip: Lindsay Sparkes Third: Dawn Knowles Second: Robin Wilson Lead: Lorraine Anne Bowles |
| Norwegen | Schottland                                                                                                   | Schweden | Schweiz | Vereinigte Staaten                                                                                              |
| Asker CC, Oslo Skip: Ellen Githmark Third: Eli Kolstad Second: Kirsten Vaule Lead: Ingvill Githmark            | Ayr CC, Ayr Skip: Beth Lindsay Third: Ann McKellar Second: Jeanette Johnston Lead: May Taylor                | Amatörföreningens CK, Stockholm Skip: Birgitta Törn Third: Katarina Hultling Second: Birgitta Sewik Lead: Karin Sjögren | Lausanne CC, Lausanne Skip: Gaby Charrière Third: Marie-Louise Favre Second: Marianne Uhlmann Lead: Cécilie Blanvillian | Granidears CC, Seattle Skip: Sharon Kozai Third: Joan Fish Second: Betty Kozai Lead: Aija Edwards               |

## Tabelle der Round Robin
| Schlüssel | Schlüssel                      |
| --------- | ------------------------------ |
|           | Qualifiziert für die Play-offs |
|           | Tie-Breaker                    |

| Platz | Team               | Spiele | Siege | Ndlg. |
| ----- | ------------------ | ------ | ----- | ----- |
| 1.    | Schweden           | 9      | 8     | 1     |
| 2.    | Kanada             | 9      | 8     | 1     |
| 3.    | Schottland         | 9      | 7     | 2     |
| 4.    | Vereinigte Staaten | 9      | 5     | 4     |
| 5.    | Italien            | 9      | 5     | 4     |
| 6.    | Frankreich         | 9      | 4     | 5     |
| 7.    | Norwegen           | 9      | 4     | 5     |
| 8.    | Schweiz            | 9      | 2     | 7     |
| 9.    | BR Deutschland     | 9      | 1     | 8     |
| 10.   | Dänemark           | 9      | 1     | 8     |

## Ergebnisse der Round Robin

### Runde 1
| Begegnung                     | Resultat |
| ----------------------------- | -------- |
| Vereinigte Staaten – Norwegen | 7:9      |
| Schweiz – BR Deutschland      | 11:2     |
| Frankreich – Schweden         | 7:10     |
| Kanada – Italien              | 9:7      |
| Dänemark – Schottland         | 2:10     |

### Runde 2
| Begegnung                       | Resultat |
| ------------------------------- | -------- |
| BR Deutschland – Kanada         | 3:14     |
| Schottland – Schweden           | 6:13     |
| Italien – Schweiz               | 11:5     |
| Norwegen – Dänemark             | 10:6     |
| Vereinigte Staaten – Frankreich | 8:6      |

### Runde 3
| Begegnung                   | Resultat |
| --------------------------- | -------- |
| Schweden – Italien          | 12:3     |
| Kanada – Vereinigte Staaten | 12:3     |
| Norwegen – Schottland       | 4:6      |
| Frankreich – BR Deutschland | 8:4      |
| Schweiz – Dänemark          | 10:6     |

### Runde 4
| Begegnung                     | Resultat |
| ----------------------------- | -------- |
| Norwegen – Italien            | 2:11     |
| Dänemark – Vereinigte Staaten | 4:8      |
| Frankreich – Kanada           | 1:10     |
| Schweiz – Schweden            | 4:12     |
| Schottland – BR Deutschland   | 10:4     |

### Runde 5
| Begegnung                           | Resultat |
| ----------------------------------- | -------- |
| Schweden – Dänemark                 | 15:6     |
| Frankreich – Norwegen               | 7:4      |
| Italien – Schottland                | 4:7      |
| BR Deutschland – Vereinigte Staaten | 9:10     |
| Schweiz – Kanada                    | 5:8      |

### Runde 6
| Begegnung                     | Resultat |
| ----------------------------- | -------- |
| Kanada – Dänemark             | 9:1      |
| Schottland – Frankreich       | 8:4      |
| Vereinigte Staaten – Schweden | 8:5      |
| Norwegen – Schweiz            | 11:5     |
| BR Deutschland – Italien      | 9:10     |

### Runde 7
| Begegnung                    | Resultat |
| ---------------------------- | -------- |
| Italien – Frankreich         | 8:9      |
| BR Deutschland – Dänemark    | 9:3      |
| Vereinigte Staaten – Schweiz | 8:4      |
| Kanada – Schottland          | 11:4     |
| Schweden – Norwegen          | 9:7      |

### Runde 8
| Begegnung                    | Resultat |
| ---------------------------- | -------- |
| Schottland – Schweiz         | 10:5     |
| Italien – Vereinigte Staaten | 9:2      |
| Schweden – Kanada            | 7:6      |
| BR Deutschland – Norwegen    | 6:15     |
| Dänemark – Frankreich        | 6:5      |

### Runde 9
| Begegnung                       | Resultat |
| ------------------------------- | -------- |
| Schweden – BR Deutschland       | 15:7     |
| Norwegen – Kanada               | 1:10     |
| Dänemark – Italien              | 5:9      |
| Vereinigte Staaten – Schottland | 5:8      |
| Frankreich – Schweiz            | 8:7      |

## Tie-Breaker
Im Tie-Breaker standen sich die punktgleichen Mannschaften um das Viertelfinale gegenüber.
| Begegnung                    | Resultat |
| ---------------------------- | -------- |
| Vereinigte Staaten – Italien | 10:5     |

## Play-off

### Turnierbaum
|  | Halbfinale | Halbfinale         | Halbfinale |  |  | Finale | Finale   | Finale |
|  |            |                    |            |  |  |        |          |        |
|  |            |                    |            |  |  |        |          |        |
|  | 1          | Schweden           | 9          |  |  |        |          |        |
|  | 4          | Vereinigte Staaten | 5          |  |  |        |          |        |
|  |            |                    |            |  |  | 1      | Schweden | 6      |
|  |            |                    |            |  |  | 2      | Kanada   | 7      |
|  | 2          | Kanada             | 9          |  |  |        |          |        |
|  | 3          | Schottland         | 4          |  |  |        |          |        |
|  |            |                    |            |  |  |        |          |        |

### Halbfinale
| Begegnung                     | Resultat |
| ----------------------------- | -------- |
| Schweden – Vereinigte Staaten | 9:5      |
| Kanada – Schottland           | 9:4      |

### Finale
| Begegnung         | Resultat |
| ----------------- | -------- |
| Schweden – Kanada | 6:7      |

## Endstand
| Platz | Land               |
| ----- | ------------------ |
| 1     | Kanada             |
| 2     | Schweden           |
| 3     | Schottland         |
| 4     | Vereinigte Staaten |
| 5     | Italien            |
| 6     | Frankreich         |
| 7     | Norwegen           |
| 8     | Schweiz            |
| 9     | BR Deutschland     |
| 10    | Dänemark           |